# Воропаев, Михаил Гаврилович
Михаи́л Гаври́лович Воропа́ев (8 ноября 1919, хутор Быстрянский, Область Войска Донского — 9 октября 2009, Москва) — советский партийный и государственный деятель, первый секретарь Челябинского обкома КПСС (1970—84).

## Биография
Родился в большой патриархальной семье донского казака. Он был 13-м по счету ребёнком, 8 братьев и сестер умерли в младенческом возрасте. И хотя число 13 для всех считается несчастливым, он единственный в семье получил высшее образование. 
Окончил Ростовский институт инженеров железнодорожного транспорта (1942), инженер путей сообщения; Высшую партийную школу при ЦК КПСС (1960).
В 1942 г. — инженер паровозного депо; в 1943—1944 гг. — на станции Златоуст Челябинской области: ст. техник, инженер локомотивного депо; с 1944 г. — на комсомольской работе: секретарь комитета ВЛКСМ локомотивного депо станции Златоуст, секретарь райкома, второй, первый секретарь Златоустовского горкома ВЛКСМ, второй секретарь Челябинского обкома ВЛКСМ; в 1949—54 гг. — на Челябинском металлургическом заводе: мастер, начальник службы тяги железнодорожного цеха. С 1954 г. — на партийной работе: секретарь Металлургического райкома КПСС, заведующий отделом, второй секретарь, первый секретарь Челябинского горкома КПСС (1963—70 гг.). В 1970—84 гг. — первый секретарь Челябинского обкома КПСС; В 1984—89 гг. — заместитель председателя комитета партийного контроля при ЦК КПСС.
Внес вклад в развитие экономики области. Под его руководством выдвинулась на ведущее место в стране чёрная металлургия, осуществлена программа технического переоснащения сельского хозяйства, каждую пятилетку сдавалось не менее 6 млн м² жилья. Челябинская обл., г. Магнитогорск, все ведущие предприятия отмечены правительственными наградами.
Депутат Верховного Совета СССР и РСФСР нескольких созывов, избирался заместителем председателя Верховного Совета[какого?], член ЦК КПСС (1971—90). Делегат 11 съезда ВЛКСМ, 23-27 съездов КПСС.
Скончался на 90-м году жизни 9 октября 2009 года. Похоронен в Москве на Кунцевском кладбище.

## Награды и звания
- 3 ордена Ленина (в т.ч. 06.11.1979)
- Орден Октябрьской Революции,
- Орден «Знак Почёта»,
- Почётный гражданин Южного Урала,
- Почётный железнодорожник

## Сочинения
- Воропаев М. Г. Высокая требовательность. М., 1979.